# Смерть (Шрек)
Смерть (англ. Death), также известен как волк (англ. Wolf) — один из главных антагонистов мультфильма «Кот в сапогах: Последнее желание» (2022), события которого происходят во вселенной «Шрек». Является буквальным воплощением смерти. Озвучен Вагнером Моурой.

## Внешность
Смерть — большой серебристо-белый двуногий волк с удлинённой мордой, острыми зубами и пронзительными ярко-красными глазами, которые светятся, когда он взволнован. Носит чёрный плащ с капюшоном и коричневые брюки, скрывающиеся под плащом. Вооружён парой острых серпов.
Визитной карточкой волка является его зловещий свист; это является данью уважения Гармонику, персонажу из «Однажды на Диком Западе». Режиссёр мультфильма «Кот в сапогах: Последнее желание» (2022) Джоэль Кроуфорд заявил: «Мы хотели, чтобы свист не был жутким в начале, но затем, когда вы встречаете волка, <…> не только волосы Кота встают дыбом, но и волосы зрителей <…>».

## «Кот в сапогах: Последнее желание» (2022)
Первая встреча Смерти и Кота в сапогах происходит в баре, после заключения лекаря о том, что Кот уже потратил восемь жизней из девяти причитающихся. Сопровождая своё внезапное появление загадочным свистом, волк представляется «большим фанатом» Кота в сапогах и просит его об автографе. Оный волк предлагает поставить на объявлении о розыске Кота живым или мёртвым, при этом выделяя слово «мёртвым» (англ. dead). Решив что перед ним охотник за головами, Кот в сапогах заявляет, что «смеётся в лицо смерти», чем раздражает волка, и вызывает «охотника» на бой.
Неожиданного для самого Кота, волк успешно парирует все его удары, а в конце и вовсе ранит обезоруженного разбойника. Кот впервые ощущает страх за свою жизнь и перед его глазами проносятся все его предыдущие, что с насмешкой подмечает волк. Тем не менее, последний возвращает Коту шпагу и требует продолжить бой, однако напуганный Кот решает бежать.
В дальнейшем Смерть неоднократно нагоняет Кота в сапогах где бы он ни был. Кот в панике пытается сбежать от Смерти, но постоянно видит её образ то в ветвях, то в камнях. Лишь благодаря Перрито Коту удаётся оправиться от панической атаки и впервые признаться что он боится умереть.
Наконец, Кот в сапогах попадает в кристальную пещеру, где его посещают его же прошлые жизни, демонстрирующие его эгоизм и непринуждённый образ жизни. Последним объектом встречи становится сама Смерть, наконец раскрывшая Коту свою истинную сущность. Выясняется, что волк присутствовал на каждой из восьми смертей Кота и видел их все. По очереди разбивая кристаллы с образами предыдущих жизней Кота, волк даёт ему уйти и вновь объединиться со своей командой.
В финале Смерть нагоняет Кота в сапогах у самой Звезды Желаний после получения последним Карты Желаний. Волк возвращает Коту утерянную шпагу и вновь требует бой, снова насмехаясь над «жизнями, что проносятся перед глазами». Но на этот раз Кот неожиданно для волка отказывается от исполнения своего желания о новых девяти жизнях и принимает бой. После продолжительной схватки Кот всё же переигрывает Смерть и теперь уж он требует продолжить бой, так как согласен сражаться за свою последнюю жизнь.
Неожиданно для Кота, Смерть эмоционально отказывается забирать его на тот свет, так как он «пришёл за надменным котом-легендой, который думал, что бессмертен», но больше не видит его. Волк отпускает Кота и уходит, напоминая что они всё равно встретятся, чему Кот не противится. Волк уходит, насвистывая свою мелодию в мажорных тонах.

## Реакция
Смерть получил похвалу и высокие оценки как со стороны фанатов фильма «Кот в сапогах», так и от критиков. Некоторые художники также дали свою интерпретацию первой встречи Кота и Смерти. После выхода мультфильма Смерть стал популярным персонажем в Рунете благодаря своей привлекательности и харизме.
Эйдан Келли из Collider называет Смерть «лучшим злодеем DreamWorks» и «одним из лучших анимационных антагонистов всех времён» и пишет, что персонаж способен вызвать истинный страх. Критик также высоко оценивает игру Вагнера Моуры, отмечая индивидуальность в образе персонажа и тот факт, что наделять «волка-убийцу голосом Пабло Эскобара достаточно пугающе». Келли отмечает, что Смерть не является антагонистом в привычном образе, а просто выполняет свою работу, будучи физическим воплощением смерти. Джимми Хендерсон из того же издания отмечает, что Смерть — «действительно хорошо написанный злодей», выявляющий уязвимости у Кота, и «достаточно эффектный персонаж». Критик подчёркивает, что присутствие Смерти в фильме прокладывает путь для эффективного визуального повествования, реального развития персонажей и ряда забавных сцен.
Брэндон Захари из Comic Book Resources считает, что идея сделать волка в виде физического воплощения смерти придаёт вселенной «Шрек» уникальную версию Мрачного Жнеца, а предоставленная персонажем опасность возвышает его место в фильме и во вселенной «Шрек». Александра Локк из того же издания называет Смерть «одним из самых ужасающих злодеев в истории анимации», подчёркивая, что его внешность вселяет страх в зрителей, а его «жуткий свист раздражает публику так же, как и Кота».
Режиссёр мультфильма «Кот в сапогах: Последнее желание» (2022) Джоэль Кроуфорд объяснил, что персонаж должен быть таким страшным, потому что суть фильма заключается в том, что Кот впервые испытывает настоящий страх, а зрители «чувствуют то, чего они не ожидали». Он также отметил, что Смерть является антагонистом Кота в сапогах, а не злодеем.